# Plauen (Dresden)
Plauen ist ein Stadtteil im Südwesten Dresdens mit etwa 11.000 Einwohnern und Namensgeber sowie Verwaltungssitz des gleichnamigen Dresdner Stadtbezirks, der weitere Stadtteile umfasst. Plauen liegt östlich der Weißeritz am Ende des Plauenschen Grundes und umfasst eine Fläche von 1,75 km².
Der Ort Plauen wurde 1206 ersterwähnt und 1903 nach Dresden eingemeindet. Die Entwicklung Plauens ist eng mit dem Wirken des Großindustriellen Gottlieb Traugott Bienert verbunden.

## Geographie

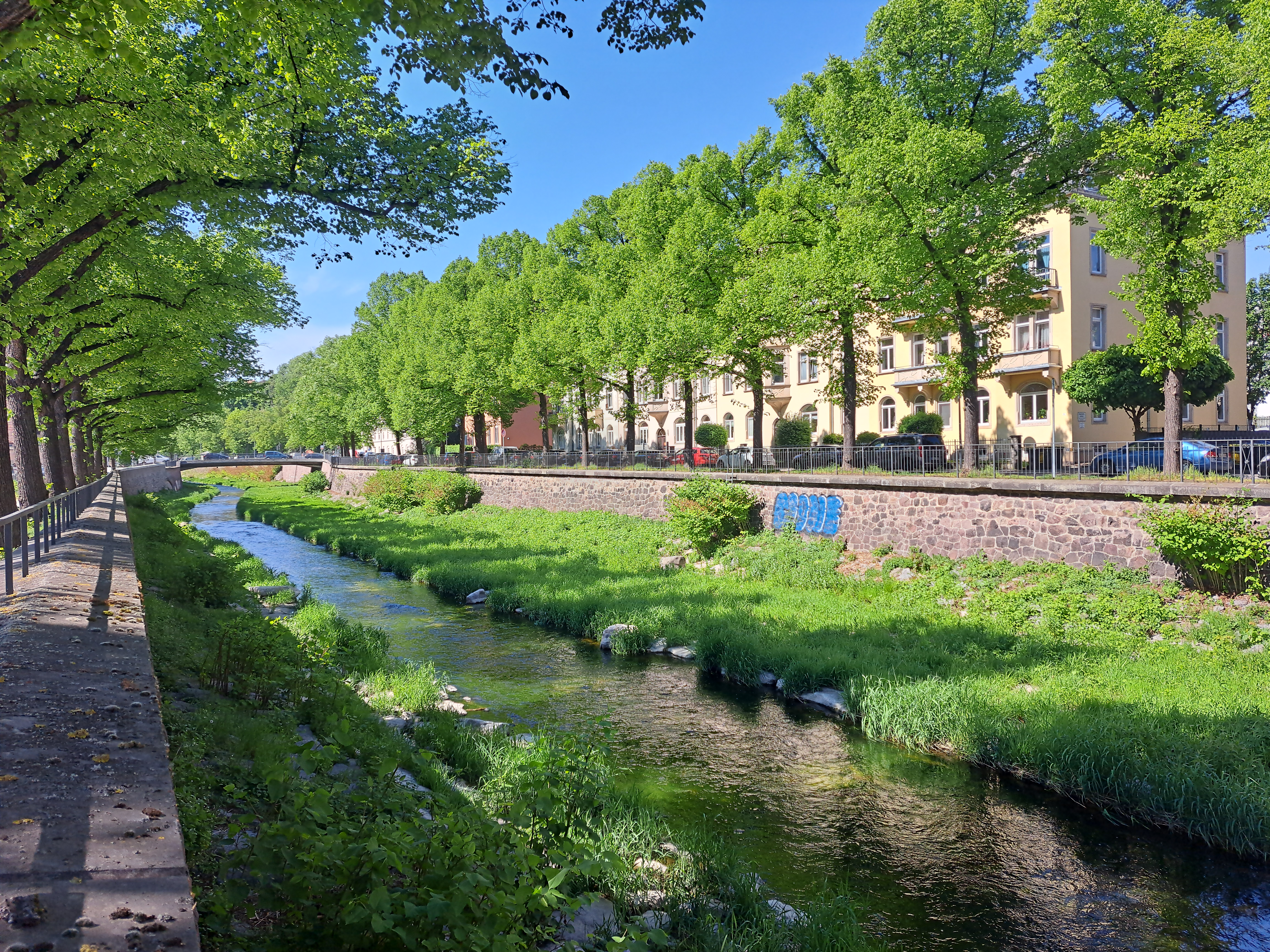
Weißeritz in Plauen

Plauen grenzt an die Stadtteile Löbtau, Dölzschen, Coschütz, Kleinpestitz, Räcknitz und Südvorstadt.
Als funktionales Stadtteilzentrum dient der F.-C.-Weiskopf-Platz mit dem Müllerbrunnen, wo sich neben Geschäften und Gastronomie auch das denkmalgeschützte Plauener Rathaus befindet, das heute das Stadtbezirksamt Plauen sowie ein Bürgerbüro beheimatet.

## Geschichte

### Ortsgeschichte

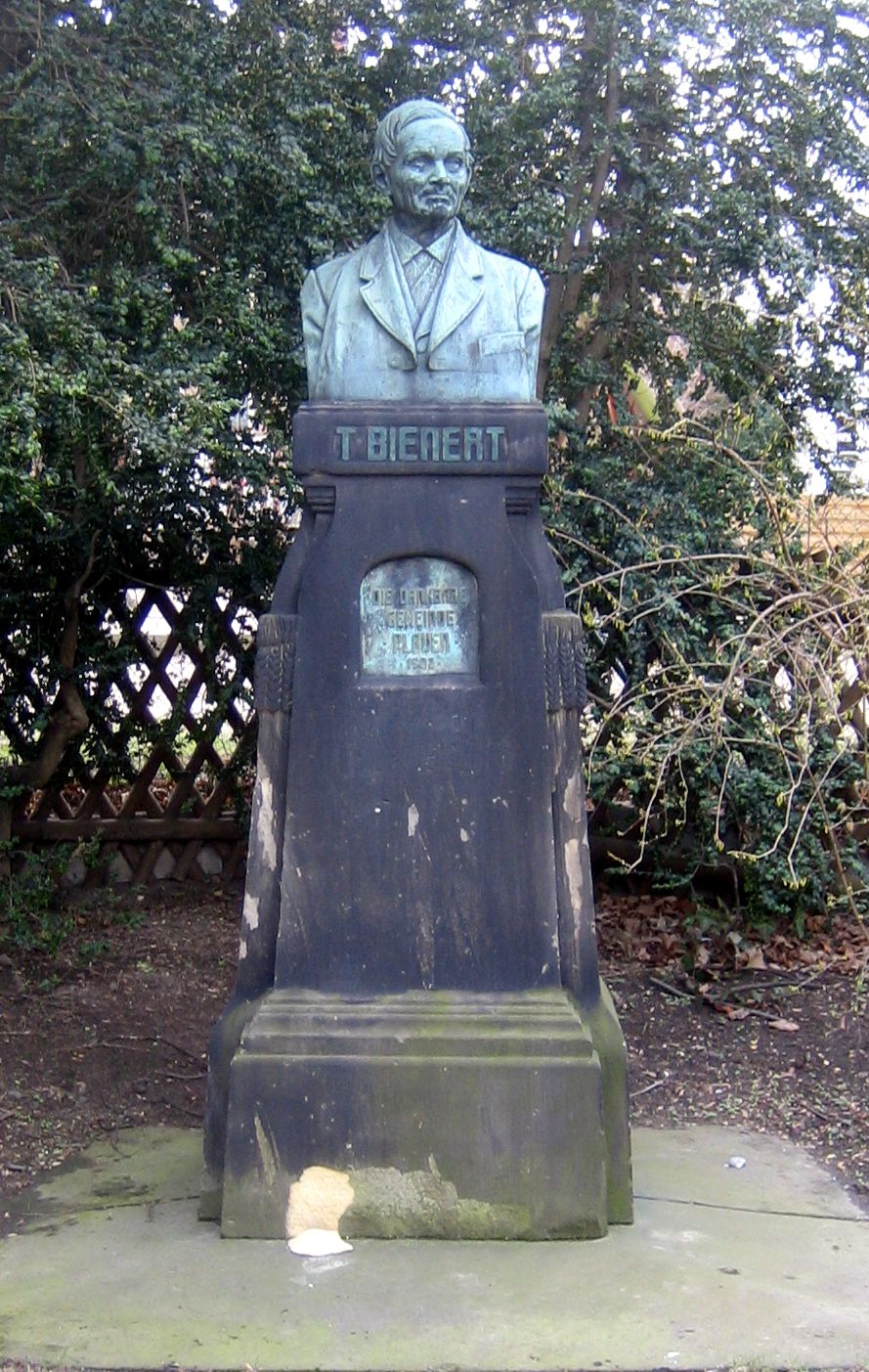
Bienert-Denkmal

Plauen entstand als Dorf vor dem 13. Jahrhundert am Ausgang des Plauenschen Grundes. Es wurde – im gleichen Dokument wie Dresden – am 31. März 1206 erstmals als Plawen erwähnt. Der Name plawen (slawisch als Substantiv: Płavno) entstammt dem altsorbischen *płav = Ort, wo geschwemmt wurde (vgl. obersorbisch pławić, „schwemmen, flößen“) und bedeutet so viel wie Schwemmland oder auch Flussaue, während Flößerei an dieser Stelle eher nicht in Betracht kommt. Die alte Flur von Plauen, die sowohl in ihrem früheren Weichbild, als auch in ihren heutigen Gemarkungsgrenzen annähernd übereinstimmt, war jahrhundertelang rein dörflich-landwirtschaftlich geprägt. Über die Jahrhunderte hinweg kann planerisch, bedingt durch den Höhenversatz des Längshanges entlang der Weißeritz, klar zwischen einem Unterdorf an der Wassergasse (heute: Hofmühlenstraße) und einem Oberdorf im Bereich des 1875 zugeschütteten Dorfteiches (heute F.-C.-Weiskopf-Platz und Bereich der Straße Altplauen zwischen F.-C.-Weiskopf-Platz und Reckestraße) bis zur Kirche von Plauen unterschieden werden, wobei das Oberdorf der ältere Teil von Plauen war.
Die nahegelegene Weißeritz begünstigte die Errichtung von mehreren Mahl- und Schneidemühlen. Mit der Industrialisierung, insbesondere mit der Ansiedlung des Müllermeisters Gottlieb Traugott Bienert, der die alte Hofmühle zu einer großindustriellen Mühle umbaute, begann einerseits die Überformung des alten Dorfes, wie auch, bedingt durch den zunehmenden Arbeitskräftebedarf, die Bebauung der  landwirtschaftlich genutzten Flächen. Die Industrialisierung brachte nicht nur einen wirtschaftlichen Aufschwung, sondern durch Einrichtung von Schule und Kindergarten auch einen sozialen. Mitte des 19. Jahrhunderts wurde die Strecke der Albertsbahn AG in Richtung Tharandt und Freiberg errichtet und Plauen erhielt einen Bahnhof. Die zahlreichen Industriebauwerke, die geschlossene Gründerzeitbebauung und die Villenstraßen verdrängten die dörfliche Bebauung von Plauen. Ab Ende des 19. Jahrhunderts, vor allem aber in den ersten Jahrzehnten des 20. Jahrhunderts, wurde zunächst die alte Dorfflur vom Kern des Oberdorfes ausgehend Richtung Osten durch die Aktiengesellschaft Dresdner Westend und etwa ab dem Ersten Weltkrieg der nach Norden exponierte südliche Hang der Dresdner Elbtalweitung fast vollständig erschlossen und bebaut. Während im „Westend“ (dem durch historistische Bebauung geprägten Bereich) eine Vielzahl von Bürgerhäusern und Villen entstanden, wird der nach 1920 vor allem bebaute Teil Hohenplauen durch genossenschaftliche Wohngebäude und Doppelhäuser im Stile der späten zwanziger und frühen dreißiger Jahre geprägt.
Das Straßennetz Plauens ist demzufolge einesteils geprägt von den historischen Resten des Dorfes Plauen, während es andererseits, insbesondere durch das Gründerzeitraster, alle Nachweise planmäßiger Anlage besitzt. Durch die Hanglage bedingt ergeben sich teilweise starke Anstiege (Bernhardstraße) und interessante Verläufe (Halbkreisstraße). Entlang des Plauenschen Ringes wurde eine Straßenbahnlinie zur Erschließung von Coschütz errichtet, die heute noch im Verlauf dessen oberen Teiles besteht.
In exponierter Lage liegt der Fichtepark, der als Westendpark am 26. September 1891 eingeweiht wurde. Das Land wurde durch die Baugesellschaft Dresdner Westend unentgeltlich zur Verfügung gestellt. In ihm wurde am 2. September 1896, dem Sedantag, ein Aussichtsturm eingeweiht, der bei der gleichzeitigen Namenstaufe den Namen des Kanzlers Bismarck erhielt. Die Kosten für die Herstellung des Turmes beliefen sich auf 23.000 Reichsmark. 1937 wurde der Westendpark nach dem Philosophen Johann Gottlieb Fichte in Johann-Gottlieb-Fichtepark umbenannt. Der Aussichtsturm, dessen wirklicher Name inzwischen völlig in Vergessenheit geraten war, wurde 1954 – ebenfalls nach dem Philosophen – in Fichteturm umbenannt. Von diesem überblickt man einen Großteil Dresdens.
Am 1. Januar 1903 wurde Plauen nach Dresden eingemeindet. Mit der Eingemeindung wurde ein Jahr nach Inkrafttreten des Vertrages auch eine Anpassung der Straßennamen vorgenommen, um in der Stadt Doppelbezeichnungen zu vermeiden. Die Tabelle gibt dazu eine vollständige Liste der Umbenennungen zum 1. Januar 1904 an (mit Angabe des Jahres der ursprünglichen Benennung der Straße). Vor 1865 war eine Straßenbenennung auf Grund der damaligen Größe des Dorfes generell nicht nötig gewesen, in diesem Jahr wurde die erste vollständige Hausnummerierung vorgenommen.
| Straßenname bis 1903 | Jahr der Benennung | Straßenname ab 1. Januar 1904 |
| -------------------- | ------------------ | ----------------------------- |
| Elisenstraße         | 1874               | Reckestraße                   |
| Falkenstraße         | 1877/78            | Zwickauer Straße              |
| Florastraße          | 1876               | Biedermannstraße              |
| Gartenstraße         | 1873               | Gittersee-Straße              |
| Grenzstraße          | 1878               | Bamberger Straße              |
| Kirchstraße          | 1865               | Altplauen                     |
| Lutherstraße         | 1891               | Schleiermacherstraße          |
| Plauensche Straße    | 1872               | Tharandter Straße             |
| Poststraße           | 1891               | Klingenberger Straße          |
| Räcknitzer Straße    | 1876               | Nöthnitzer Straße             |
| Rathausstraße        | 1897               | Müllerbrunnenstraße           |
| Reisewitzer Straße   | 1872               | Würzburger Straße             |
| Schulstraße          | 1876               | Krausestraße                  |
| Seminarstraße        | 1897               | Kantstraße                    |
| Uferstraße           | 1896               | Kielmannseggstraße            |
| Wasserstraße         | 1865               | Hofmühlenstraße               |
| Wettinplatz          | 1895               | Zwickauer Platz               |

Nach 1904 erfolgten weitere Umbenennungen. Sie sind zur Vollständigkeit mit Stand 2011 komplett als Ergänzung mit aufgenommen worden.
| früherer Straßenname                                | Jahr der Umbenennung | heutiger Straßenname |
| --------------------------------------------------- | -------------------- | --- |
| Liebigstraße                                        | 1897                 | Westendstraße (oberer Teil der durchgehend geplanten heutigen Liebigstraße, bereits vor Eingemeindung umbenannt)                                                                        |
| Rathausplatz                                        | 1911                 | F.-C.-Weiskopf-Platz, 1911–1953 Chemnitzer Platz |
| Kielmannseggstraße                                  | ca. 1952             | Agnes-Smedley-Straße |
| Daheimstraße                                        | ca. 1952             | 1888 angelegt, Friedrich-Hegel-Straße |
| Chemnitzer Straße                                   | 1956/1992            | 1956–1992 F.-C.-Weiskopf-Straße, 1865–1871 Coschützer Straße (durchgehend), 1871–1956 für diesen Teil Chemnitzer Straße, seit 1992 wieder Chemnitzer Straße                             |
| Bernhardstraße                                      | 1970/1992            | Ho-chi-Minh-Straße, seit 1992 Bernhardstraße |
| Untere Bienertstraße Bienertstraße Kronacher Straße | 1952/1992            | 1871–1952 Untere Bienertstraße (Chemnitzer Straße / Tharandter Straße) Bienertstraße (Chemnitzer / Münchner Straße) 1952–1992 beide Abschnitte Kronacher Straße seit 1992 Bienertstraße |

Im Jahr 1957 wurde Plauen dem Stadtbezirk Dresden-Süd zugeordnet. Nach der Auflösung der Stadtbezirke 1991 gehörte Plauen dem Ortsamtsbereich Südvorstadt an, der nach der Verlegung des Amtssitzes vom Verwaltungsgebäude Fritz-Foerster-Platz 2 ins Rathaus Plauen 1996 den Namen Ortsamt Plauen (seit 2018: Stadtbezirk Plauen) erhielt.
Im Bereich der Zwickauer Straße wurde ab den 1990er Jahren eine innerstädtische Sanierungszone sowie nach dem Hochwasser der Weißeritz im Jahr 2002, bei dem der alte Dorfkern Plauens, die Hofmühlenstraße und die Weißeritz-Brücken schwer beschädigt wurden, ein Stadtteilentwicklungsprojekt ins Leben gerufen, wodurch die Sanierung von Wohn- und Geschäftsräumen unterstützt wurde.

### Schulgeschichte

#### Mittelalter und frühe Neuzeit
1557 wurde erstmals das Schulwesen in Plauen erwähnt. Aus der damaligen Erhöhung des Küstergehaltes lässt sich erstmals auf ein gewisses Maß an Schulbildung der Plauener Kinder schließen. Das entspräche auch der Philosophie und den 1556 veröffentlichten „Generalartikeln“ des damals herrschenden Kurfürsten August. Aufgrund des damaligen engen Zusammenhangs von Schule und Kirche, der durch die Reformation wenige Jahre vorher bekräftigt und bestärkt worden war, lässt sich verbunden mit der ersten sächsischen Schulordnung von 1580 der Beginn des geordneten Schulwesens in Plauen festmachen. Allerdings war der Lehrer damals gleichzeitig Kustos und Hilfspfarrer, hatte Leichenpredigten und Trauungen vorzunehmen, und fungierte als Schreiber. Um sich ihren Lebensunterhalt zu verdienen und ihre Familien zu ernähren, mussten sie in der Regel einem Handwerk nachgehen.
Das erste und zugleich älteste Schulhaus, das Plauen besaß (erstmals nachweisbar 1578, mehrfach umgebaut, 1857 letztmals erweitert und 1905 abgebrochen), war gleichzeitig das Wohnhaus des Kustos bzw. des späteren Lehrers. Ein Hilfslehrer wurde diesem ab 1849 bewilligt. Es stand dort, wo sich heute der prächtige Aufgang zur Auferstehungskirche von Altplauen direkt neben der Schleiermacherstraße befindet, der 1907 durch Hans Erlwein errichtet wurde. Schulstube und Wohnstube waren damals eins. Wie erbärmlich über Jahrzehnte hinweg der Zustand war, zeigt das permanente Klagen der jeweiligen Lehrer darüber.
Namentlich nachweisbar sind als Lehrer:
- Gallus Waldeck, 1578 als erster Schulmeister erwähnt,
- Matthes Hanitzsch, in den Visitationsakten 1583 und 1602 erwähnt,
- Christian Leunert, 1626–1650 als Lehrer,
- Abraham Weida (1618–1691), 1650–1691 als Lehrer
- Georg Kretschmar (?–1728), 1688 als Hilfskraft, 1691–1728 als Lehrer,
- Johann Jacob Gleditzsch [Gleditsch] (?–1760), 1728–1760 als Lehrer und Organist,
- Christian Gottlieb Kleinstück (?–1797), 1760–1797 als Lehrer,
- Gottlieb Fürchtegott Opitz (?–1814), 1797–1814 als Lehrer,
- Johann Christian Grütze (auch Grützner geschrieben; * 12. März 1790 in Oberebersbach bei Großenhain; † 1872)[16], 1814–1856, emeritiert zu seinem 50-jährigen Dienstjubiläum „wegen Erblindung“.
- Friedrich Wilhelm Jentzsch (?–1881), 1849–1856 Hilfslehrer, 1856–1881 als Lehrer.[17]

Es erscheint heute als ein fast archaischer Zustand, in dem sich noch im 18. Jahrhundert das Schulwesen Plauens befand: Ein Pferdeknecht bekam als Jahresgehalt mehr Geld als der Lehrer. Das Schulgeld sowie die ihm zustehenden Naturalien musste der Lehrer sich als „Holschuld“ Woche für Woche selbst bei den Bauern abholen. Zum Plauenschen Schulbezirk gehörte überdies fast 300 Jahre das Dorf Cunnersdorf, heute ein Teil der Gemeinde Bannewitz, mit dem es jahrzehntelang Streit um Kostenteilungen gab. Insgesamt, so Paul Dittrich in seiner Plauenschen Geschichte, ist die Schulgeschichte „ein so klägliches Kapitel in der Geschichte der Gemeinde“.

#### Schulen ab dem ersten sächsischen Schulgesetz 1835
1769 wurde die Schulpflicht eingeführt. 1835 wurde das erste sächsische Schulgesetz moderner Art verabschiedet, mit dem die Gemeinden verpflichtet wurden, Schulen zu unterhalten und der Schulbesuch nunmehr staatlicherseits überwacht wurde. Zur Schule gingen 80 Kinder, Plauen hatte 475 Einwohner – ein einziger Klassenraum und die inzwischen fast 300 Jahre alte Schule mussten noch immer dafür genügen.
Mit dem Anwachsen der Einwohnerzahl und dem sich aus der Industrialisierung ergebenden zunehmenden Wohlstand der Gemeinde gelang es nicht zuletzt gedrängt durch die zunehmenden Einfluss gewinnenden Träger der Industrie ab 1870 den Jahrhunderte alten unzumutbaren Zuständen des Plauener Schulwesens endlich ein Ende zu bereiten. Nicht nur, dass Traugott Bienert 1871 die für diese Zwecke und damalige Verhältnisse ungeheure Summe von 1000 Talern (heute etwa 22.000 EUR) für die Anschaffung von Lehrmitteln und Büchern zur Verfügung stellte. Sein Anliegen war es, gemeinsam mit der Gemeinde Plauen ein mustergültiges Schulwesen aufzubauen. Bienert hatte dafür mindestens einen guten Grund: Sein Betrieb benötigte ausgebildete Fachkräfte.
Als erster und längst überfälliger Schritt zur Neuordnung des Schulwesens wurde zunächst die alte Schule 1873, beginnend mit dem neu erlassenen Volksschulgesetzes, zunächst weiter ausgebaut, wenngleich sich das bei dem alten Schulhaus als schwierig erwies, und weitere Räume angemietet, bis schließlich die neue „mittlere Volksschule“ auf der damaligen Luther- und heutigen Schleiermacherstraße 7 (bis 2015 Außenstelle des Gymnasiums Dresden-Plauen, 2016 abgerissen) gebaut sowie das alte Schulhaus aufgegeben und in eine Volksbibliothek umgebaut wurde – die erste in einem sächsischen Dorf.
Die neue Mittlere Volksschule wurde 1875/1876 durch den Baumeister Fichtner mit einem Mittelbau und zwei Seitenflügeln, 8 Klassenzimmern, Wohnungen für den Direktor, drei Lehrer und den Hausmeister zu Baukosten von über 115.000 Reichsmark errichtet, erster Schulleiter wurde Ernst Oskar Wilsdorf (1846–1907). 1882 erhielt sie einen Volksschulgarten, 1886 errichtete in ihr der Gemeinnützige Verein von Plauen eine Volksküche. 1891 wurde eine Kochschule eingerichtet, und 1892 der Handfertigkeitsunterricht eingeführt. 1892, 1893 und 1895 wurden Erweiterungsanbauten erforderlich, 1895 wurde ihre Turnhalle, die zweite in Plauen, errichtet (1945 zerstört). Dieser Schulbau wurde 2016 endgültig entfernt.
Auf Grund des Wachstums der Mittleren Volksschule wurde 1897 ein zweites Schulhaus für Knaben (chronologisch der 3. Schulneubau auf Plauener Flur, inzwischen war die Höhere Volksschule gebaut worden) errichtet, das heute von der 39. Grundschule genutzt wird.
Auf der Grundlage des ständisch geprägten Volksschulgesetzes von 1873 wurde auch die Gründung einer höheren Volksschule ins Auge gefasst, deren Vorläufer allerdings 1875 zunächst als Privatschule begann. Ostern 1882 begann zeitgleich mit dem Übergang der Schulkollatur (Recht zur Besetzung der Lehramtsstellen) vom Staat auf die Gemeinden diese „Höhere Volksschule“ ihren Unterrichtsbetrieb mit 61 Kindern, vier Klassen und drei Lehrern in angemieteten Räumen auf der heutigen Bienertstraße 20, einem Haus, das nach 1945 zunehmend verfiel und in den 1960er Jahren mit der Errichtung eines Wohnblocks endgültig abgebrochen wurde – heute befindet sich auf der Fläche ein Spielplatz.
Bereits zwei Jahre später, 1884, konnte mit 130 Schülern das neue Schulgebäude der Höheren Volksschule auf der Räcknitzer (heute: Nöthnitzer) Straße bezogen werden. Auch hier gehörte Traugott Bienert zu den Stiftern: Einesteils schenkte er kostenfrei den Grund und Boden aus seinem Besitz, andererseits stellten die Bienertschen Stiftungen wie schon 1882 Lehrmittel zur Verfügung. Ein Jahr später, 1885, wurde auf deren Schulgelände die erste Turnhalle Plauens gebaut, in der auch die neue Feuerwehr des Dorfes Plauen ihre Übungen durchführte; sie hatte bis zu ihrer Zerstörung 1945 Bestand. Das Schulgebäude der heutigen 55. Oberschule ist somit das älteste heute noch bestehende Schulgebäude des ehemaligen Dorfes Plauen.

### Einwohnerentwicklung

Einwohnerentwicklung von Plauen von 1834 bis 2014

| Jahr               | Einwohner |
| ------------------ | --------- |
| 1. Dezember 1834 ¹ | 475       |
| 1. Dezember 1843 ¹ | 580       |
| 3. Dezember 1846 ¹ | 591       |
| 3. Dezember 1849 ¹ | 594       |
| 3. Dezember 1852 ¹ | 671       |
| 3. Dezember 1855 ¹ | 878       |
| 3. Dezember 1858 ¹ | 1.037     |
| 3. Dezember 1861 ¹ | 1.017     |
| 3. Dezember 1864 ¹ | 1.116     |
| 3. Dezember 1867 ¹ | 1.220     |
| 1. Dezember 1871 ¹ | 1.684     |
| 1. Dezember 1875 ¹ | 2.930     |
| 1. Dezember 1880 ¹ | 4.258     |

| Jahr               | Einwohner |
| ------------------ | --------- |
| 1. Dezember 1885 ¹ | 5.192     |
| 1. Dezember 1890 ¹ | 7.459     |
| 2. Dezember 1895 ¹ | 10.162    |
| 1. Dezember 1900 ¹ | 12.185    |
| 1. Dezember 1933   | 14.124    |
| 3. Oktober 1990    | 9.775     |
| 31. Dezember 1995  | 8.747     |
| 31. Dezember 2000  | 9.050     |
| 31. Dezember 2005  | 10.195    |
| 31. Dezember 2010  | 11.176    |
| 31. Dezember 2015  | 11.758    |
| 31. Dezember 2020  | 11.747    |
| 31. Dezember 2023  | 11.497    |

¹ Volkszählungsergebnis

## Kultur

### Denkmale
Seit dem 21. Januar 2000 ist Plauen ein Denkmalschutzgebiet nach dem Sächsischen Denkmalschutzgesetz. Das Gebiet ist ein „gut erhaltenes Zeugnis für eine planvolle Umgestaltung Dresdner Vororte in der Industrialisierungsphase des endenden 19. Jahrhunderts“.
Im „Westend“ ist eine Vielzahl von Bürgerhäusern und Villen erhalten, die 1945 nicht der Bombardierung zum Opfer fielen: Villa Grübler, Villa Hohe Straße 139, Mietvilla Halbkreisstraße 12 und die Villa Westendstraße 21.

### Kirche und Friedhöfe

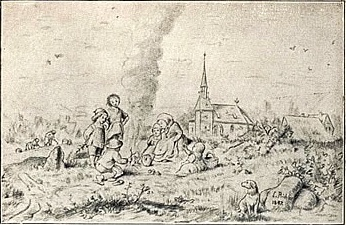
Ludwig Richter: Kartoffelfeuer (Federzeichnung, 1847). Die Zeichnung zeigt einen Blick auf die Kirche von Plauen von Süden, rechts das Schmidtsche Gut, das bei der Friedhofserweiterung und dem Bau des Gemeindehauses 1912/1913 abgebrochen wurde.

Eine Kapelle bzw. Kirche ist in Plauen seit um 1300 nachweisbar. Die immer an gleicher Stelle befindliche Kirche wurde in insgesamt sechs Bauperioden umgebaut, bis sie beim letzten großen Umbau 1900–1902 ihre heutige Gestalt im Stil der Renaissance erhielt. Diese architektonisch interessante Auferstehungskirche befindet sich unweit des Rathauses und gehört zur Evangelisch-Lutherischen Landeskirche Sachsens.
Direkt oberhalb der Kirche befindet sich der kleine Innere Plauensche Friedhof an der Krausestraße. Hier findet man unter anderem das Bienertsche Grabmal. Der deutlich größere Äußere Plauensche Friedhof befindet sich am südlichen Ende der Bernhardstraße an der Grenze zu Coschütz direkt neben dem Coschützer Friedhof.
Die ab 1923 erbaute und am 6. Dezember 1925 geweihte katholische Kirche St. Paulus vom Architekten Rudolf Zacek wird zu Dresden-Plauen gerechnet, befindet sich aber nahe der Gemarkungsgrenze in der Dresdner Südvorstadt an der Bernhardstraße.

### Ausflugsziele
Oberhalb des Plauenschen Grunds befindet sich der Obere Bienertpark, der größte von insgesamt vier Bienertparks mit dem Naturdenkmal Hoher Stein. Hier befindet sich ein restaurierter Aussichtsturm, der einen Blick auf Freital und die Felsenkellerbrauerei eröffnet.
Am S-Bahnhof Plauen befindet sich das Museum Hofmühle Dresden. Es befindet sich in einem alten Gebäude der Bienertmühle, dem Unternehmen Gottlieb Traugott Bienerts, das Plauen zu seiner Zeit berühmt machte.

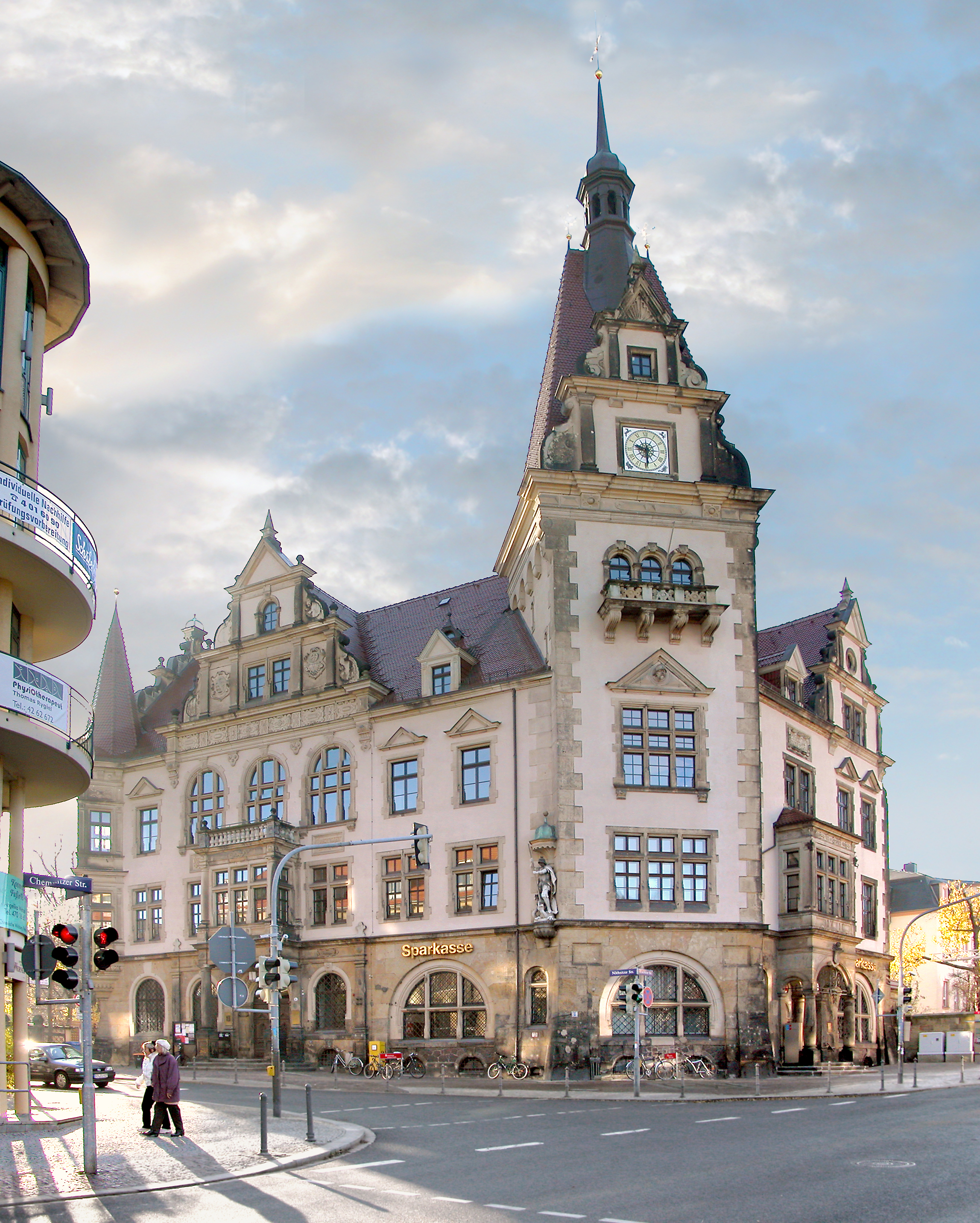
Rathaus Plauen

## Wirtschaft und Infrastruktur

### Industrie
In diesem Kapitel ist historisch auf die Mühlen einzugehen, auf die Fabriken Reiche, Schwerter, auf Körber, auf das Wirken der Familien Taubert. Heute ist Dr. Doerr ein Vertreter der Industrie des Stadtteils. Als einer der ehemalig größten Arbeitgeber ist MSD (Maschinen- und Stahlbau Dresden der Herrenknecht AG) zu nennen. Dazu prägt das Dienstleistungsgewerbe die immer mehr als Wohnort ausgebaute Gemeinde, wobei auch frühere Gewerbegrundstücke zu Wohngrundstücken umgewidmet werden. Die ehemalige Falkenbrauerei war von 2003 bis 2011 Sitz der Dresden International University (DIU), einer Institution der TU Dresden.

### Verkehr

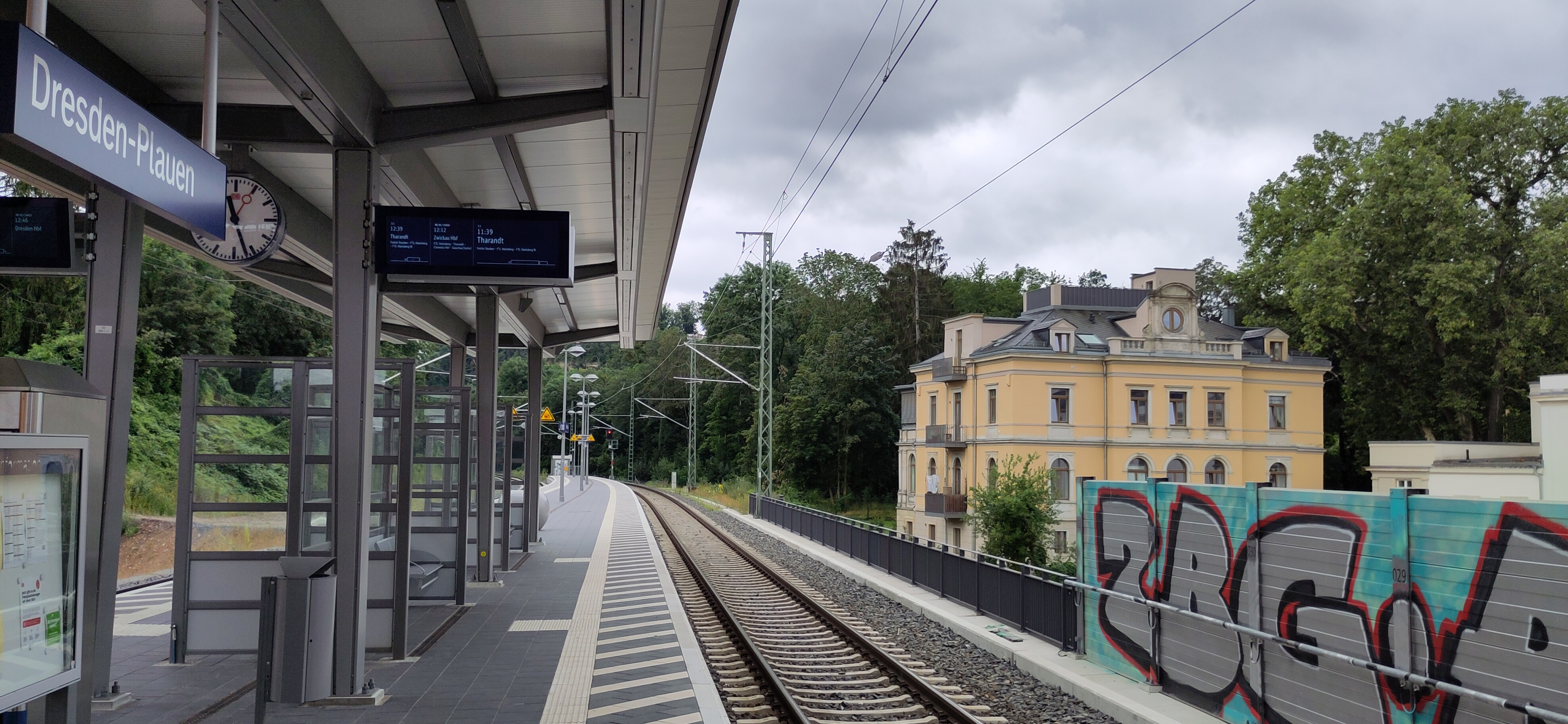
S-Bahnhof Plauen

Dresden-Plauen ist durch die Dresdner Verkehrsbetriebe mit den Buslinien 62, 63 und 85 erreichbar. Die Straßenbahnlinie 3 fährt vom Zentrum kommend über die Münchner Straße nach Coschütz, dies jedoch eher am Rande im sogenannten Westendviertel. Von den vormals drei Straßenbahnstrecken, die direkt in den Ortskern führten, ist heute keine verblieben, wenngleich es Planungen gibt, zumindest eine davon erneut in Betrieb zu nehmen.
Der S-Bahnhof Dresden-Plauen liegt an der Bahnstrecke Dresden–Werdau und bietet mit der Linie S 3 Fahrtmöglichkeiten zum Hauptbahnhof und nach Tharandt. Außerdem verkehrt die Regionalbahnlinie RB30 über Chemnitz nach Zwickau.
Die nächstgelegene Autobahnanschlussstelle ist Dresden-Südvorstadt an der A 17, erreichbar über die Bergstraße (B 170).

## Persönlichkeiten
Die Liste enthält sowohl Persönlichkeiten, die in Plauen bzw. in Dresden-Plauen geboren wurden und Persönlichkeiten, die in Plauen (Dresden-Plauen) gelebt haben. Zur Unterscheidung zur Stadt Plauen im Vogtland wurde unabhängig vom Zeitpunkt immer Dresden-Plauen, auch für die Zeit vor der Eingemeindung nach Dresden, angegeben.
- Heinrich Barkhausen (* 2. Dezember 1881 in Bremen; † 20. Februar 1956 in Dresden-Plauen), Physiker, Entdecker des magnetischen Barkhausen-Effektes, der Barkhausen-Kurz-Schwingung, der Barkhausenschen Röhrenformel und des Stabilitätskriteriums, wohnte in Dresden-Plauen (Hohenplauen, Friedrich-Hegel-Straße 10).
- Gerhart Baum (* 28. Oktober 1932 in Dresden-Plauen; † 15. Februar 2025 in Köln), Politiker der FDP, Bundesminister des Innern (1978–1982), war bis zur Flucht seiner Familie nach der Bombardierung Dresdens 1945 Schüler an der 55. Volksschule.
- August Bebel (* 22. Februar 1840 in Deutz; † 13. August 1913 in Passugg, Schweiz), Begründer der sozialdemokratischen Arbeiterbewegung in Deutschland, hatte hier von 1884 bis 1890 seinen Wohnsitz und vertrat von Dresden-Plauen aus seinen Dresdner Wahlkreis.
- Gottlieb Traugott Bienert (* 21. Juli 1813 in Eschdorf; 22. Oktober 1894 in Dresden-Plauen), Müller und Bäcker, brachte es zum Großindustriellen, bedeutender Mäzen des Dorfes Plauen.
- Ida Bienert (* 29. November 1870 in Langenbielau (Niederschlesien); † 18. August 1965 in München), Ehefrau eines der Söhne von Gottlieb Traugott Bienert, Kunstsammlerin und Mäzenatin.
- Georg Blauert (* 14. Januar 1885 in Dresden-Plauen; † 14. Januar 1941 in Hellerau), Stenograf.
- Erwin Brauer (* 29. Oktober 1896 in Dresden-Plauen; † 1946 im Speziallager Nr. 2 in Buchenwald), Theologe, Philosoph, Oberlandeskirchenrat der Deutschen Christen und NSDAP-Mitglied, ab 1919 in Thüringen wirkend.
- Eberhard Burger (* 26. Juli 1943 in Berlin), Dr. h. c., Baudirektor des Wiederaufbaus der Dresdner Frauenkirche, Ehrenbürger der Stadt Dresden, ging als Schüler von 1951 bis 1957 in die 55. Grundschule (heute 55. Oberschule).
- Otto Eicke (* 7. April 1889 in Dresden-Plauen; † Dezember 1945), deutscher Schriftsteller und Mitarbeiter des Karl-May-Verlags.
- David Fleischmann (* 1546 in Dresden-Plauen; † 17. August 1606 in Reichenau, Humanistenname Karrender), lutherischer Pfarrer in Kursachsen
- Hermann Friedrich Friedrich (* 2. Mai 1828 in Großvahlberg; † 13. April 1890 in Plauen), zu seiner Zeit viel gelesener Schriftsteller.
- Johannes Görges (* 21. September 1859 in Lüneburg; † 7. Oktober 1946 in Aue), Physiker, lebte in Dresden-Plauen seit seiner Berufung an die TU Dresden 1901, bis er 1945 hier ausgebombt wurde, ist auf dem Äußeren Plauenschen Friedhof begraben.
- Edmund Götz (* 2. März 1891 in Dresden-Plauen; † 4. Februar 1968 ebd.), Maler, Grafiker und Pädagoge.
- Josef Mathias Grassi (* 22. April 1757 in Wien; † 7. Jan. 1838 in Dresden), Historien- und Porträtmaler, wohnte von 1799 bis 1816 in der später nach ihm benannten Villa, an deren Stelle heute die Felsenkellerbrauerei steht.
- Bernhard Hantzsch (* 12. Januar 1875 in Dresden; † wahrscheinlich Ende Mai/Anfang Juni 1911, Baffininsel), Ornithologe und Arktisforscher, war 1898 bis 1909 Lehrer an der Höheren Volksschule (ab 1903: XV. Bürgerschule, heute: 55. Oberschule) in Dresden-Plauen.
- Martin Hammitzsch (* 22. Mai 1878 in Dresden-Plauen; † 12. Mai 1945 in Oberwiesenthal), Architekt, u. a. der Dresdner Yenidze.
- Robert Henze (* 8. Juli 1827 in Dresden; † 3. April 1906 in Dresden-Plauen), Bildhauer, lebte ab etwa 1895 bis zu seinem Tod in Dresden-Plauen.
- Joachim Heuer (* 15. November 1900 in Dresden-Plauen; † 9. April 1994 in Dresden), Maler, Vertreter der Vergessenen Generation
- Karl-Ludwig Hoch (* 26. April 1929; † 27. August 2015 in Dresden), Theologe, Kunsthistoriker, wirkte von 1958 bis zu seinem Ruhestand 1994 als Pfarrer an der Auferstehungskirche Dresden-Plauen, verfasste hier den Ruf aus Dresden als wichtigstes Dokument für die Initiierung des Wiederaufbaus der Dresdner Frauenkirche.
- Horst Höfer (* 2. Mai 1876 in Dresden-Plauen; † 15. Februar 1961 in Meißen), Lehrer, Direktor der Landwirtschaftlichen Schule Meißen, Landwirt und Herausgeber des Sächsischen Bauernkalenders.
- Walter Hofmann (* 24. März 1879 in Dresden; † 24. April 1952 in Leipzig), Bibliothekar, baute von 1904 bis 1906 die Freie Öffentliche Bibliothek Dresden-Plauen als eine der ersten sächsischen Volksbibliotheken auf.
- Auguste Charlotte von Kielmannsegge (* 18. Mai 1777 in Hermsdorf; † 26. April 1863 in Dresden-Plauen), sächsische Adlige und angeblich geheime Agentin Napoleons.
- Herbert Lehmann (* 26. Mai 1890 in Plauen; † 16. September 1945 in Bautzen), Maler
- Dieter Lohse (* 3. Juni 1940 in Frauenstein), Verkehrswissenschaftler, emeritierter Professor an der Technischen Universität Dresden.
- Georg Mierdel (* 5. März 1899 in Rathenow; † 29. Juni 1987 in Dresden-Plauen), deutscher Elektrotechniker und Physiker, seit 1953 in Hohenplauen wohnhaft, ist auf dem Äußeren Plauenschen Friedhof begraben.
- Richard Mollier (* 30. November 1863 in Triest; 13. März 1935 in Dresden-Plauen), bedeutender Thermodynamiker, Professor an der Technischen Universität Dresden, ließ 1909 für sich und seine Familie die Villa Würzburger Straße 58 bauen, in der er bis zu seinem Tode lebte.
- Wilhelm Müller (* 7. Oktober 1794 in Dessau; † 1. Oktober 1827 ebenda), Dichter und mit seinem Frühlingskranz aus dem Plauenschen Grunde bei Dresden (1824) früher oft als der „Sänger des Plauenschen Grundes“ bezeichnet.
- Johannes Alfred Pleißner (* 26. Juni 1854 in Dresden-Plauen; † 16. März 1945 in Cunnersdorf), Kgl. Hofrat, Prokurist und Ingenieur bei der Bienertmühle, Mitbegründer der Weißeritztalsperren-Genossenschaft, Ingenieur der Talsperre Malter und der Talsperre Klingenberg, erbaute die Villa Bernhardstraße 75, lebte ebenda und ist auf dem Äußeren Plauenschen Friedhof begraben.
- Ewald Redam (* 29. April 1884 in Beiersdorf (Oberlausitz); † 9. Dezember 1947 in Meißen), Schwerathlet, Varietist, stand Modell für den Goldenen Rathausmann des Dresdner Rathauses, als Jugendlicher in Dresden-Plauen wohnhaft und Mitglied eines Kraftsportvereins.
- Frank-Peter Roetsch (* 19. April 1964 in Güstrow), ehemaliger deutscher Biathlet, mehrfacher Olympiasieger und Weltmeister in dieser Sportart, lebt seit 2003 mit seiner Familie in Hohenplauen.
- Ingolf Roßberg (* 22. März 1961 in Dresden-Plauen), Dresdner Oberbürgermeister 2001–2008, war Schüler der 55. Oberschule, seit 1994 Schatzmeister des Fördervereins der 55. Oberschule, lebt mit seiner Familie seit 2001 im Westendviertel.
- Fritz Schulze (* 14. April 1903 in Leipzig; † 5. Juni 1942 in Berlin-Plötzensee) war ein deutscher Maler und Widerstandskämpfer gegen den Nationalsozialismus.
- Eva Schulze-Knabe (* 11. Mai 1907 in Pirna; † 15. Juli 1976 in Dresden), Malerin und Grafikerin sowie Widerstandskämpferin gegen den Nationalsozialismus, ihr Atelier befand sich auf dem Hohen Stein.
- Theodor Wolf (* 13. Februar 1841 in Bartholomä bei Aalen; † 22. Juni 1924 in Dresden-Plauen), deutscher Geologe und Botaniker, der vor allem durch seine Tätigkeit in Ecuador berühmt wurde, Ehrenbürger von Ecuador, lebte von 1892 an bis zu seinem Tod in Dresden-Plauen (Gedenktafel am Haus Hohe Straße 62).